# Srebrne krzesło
Srebrne krzesło (tyt. oryg. The Silver Chair) – czwarty tom z cyklu Opowieści z Narnii brytyjskiego pisarza C.S. Lewisa opublikowany w 1953.

## Fabuła
Eustachy Scrubb i jego szkolna koleżanka Julia Pole, uczniowie Eksperymentalnej Szkoły, zostają wezwani przez Aslana do magicznej krainy Narnii z misją odnalezienia zaginionego od dziesięciu lat, królewicza Narnii – Riliana. Jest on synem Kaspiana X, z którym zaprzyjaźnił się Eustachy podczas podróży „Wędrowca do Świtu” na koniec świata.
Misja od początku naznaczona jest błędami i nieporozumieniami. Przebywając w Krainie Aslana Julia wypycha w szarpaninie Eustachego w przepaść. Aslan daje jej cztery wskazówki, które pomogą im odnaleźć królewicza, a następnie wysyła ją w ślad za Eustachym. Sprzymierzeńcami dzieci w wykonaniu zadania okazują się: puchacz Świecopuch, a przede wszystkim błotowij imieniem Błotosmętek (dziwne stworzenie z Narnii – wysokie, bardzo chude o ziemistej skórze i błonach między palcami).
Po wielu dniach wędrówki Eustachy, Julia i Błotosmętek dochodzą do Starożytnego Miasta Olbrzymów – Harfang, a uciekając przed jego mieszkańcami, odnajdują Riliana w podziemnym królestwie złej czarownicy. Rzuciła ona na niego urok, który działa w następujący sposób: Rilian nie pamięta swej przeszłości i ślepo ufa czarownicy będąc powolnym narzędziem w jej ręku – czarownica pragnie zaatakować jeden z krajów Nadziemia – jego własną ojczyznę, Narnię. Królewicz mówi do dzieci: „Musicie zrozumieć, drodzy przyjaciele, że nie wiem o sobie nic, nie wiem kim jestem i skąd przybyłem do Ciemnego Świata”.. Tylko przez jedną godzinę w nocy Rilian jest świadom tego kim jest i że jest więźniem czarownicy. Ażeby podczas ataku szału nie zdołał uciec, przywiązany jest do srebrnego krzesła. W końcu dzieci odczarowują księcia, (kluczowym okazuje się wypowiedzenie przez niego błagania w imię Aslana), który niszczy przeklęte srebrne krzesło. Następnie dzieci, Błotosmętek i Rilian walczą z czarownicą, która ukazuje swoje prawdziwe oblicze przemieniając się w zielonego węża, zabijają ją i uciekając z Krainy Podziemia wracają na powierzchnię.
Powrót królewicza jest powodem wielkiej radości dla Narnii i jej sędziwego króla, Kaspiana X. Rilianowi udaje się zobaczyć z ojcem przed jego śmiercią. Natomiast dzieci zostają przez Aslana wysłane z powrotem do Szkoły Eksperymentalnej.
Rozdziały
1. Poza murami gimnazjum
2. Julia otrzymuje zadanie
3. Morska wyprawa króla
4. Sowi Sejm
5. Błotosmętek
6. Dzikie pustkowia północy
7. Wzgórze dziwnego labiryntu
8. Harfang
9. Jak odkryli coś, o czym warto było wiedzieć
10. Podróż bez słońca
11. W ciemnym zamku
12. Królowa podziemia
13. Podziemie bez królowej
14. Dno świata
15. Zniknięcie Julii
16. Krzywdy zostają wynagrodzone